# Харрисон, Рэнди
Рэндольф Кларк Харрисон (англ. Randolph Clark Harrison) — американский актёр, наиболее известный по роли Джастина Тейлора в телевизионной драме «Близкие друзья».

## Биография
Рэнди Харрисон родился 2 ноября 1977 года в Нашуа (штат Нью-Гэмпшир) и вырос недалеко от Атланты (штат Джорджия). Отец Харрисона — директор компании, занимающейся производством бумаги, мать — художник, старший брат работает служащим банка.
В 1996 году Рэнди заканчивает частную школу (англ. Pace Academy) в Бакхеде (пригород Атланты), а в 2000 году Харрисон окончил Университет Цинциннати Коллежской Консерватории (англ. University of Cincinnati – College-Conservatory of Music) со степенью Бакалавра изобразительных искусств (специализация: музыкальный театр). Начал играть на сцене с семи лет и одной из первых его ролей была роль Питера Пэна в школьной постановке, а в университете участвовал в таких известных постановках, как «Здравствуйте ещё раз» (англ. «Hello Again»), «Шоппинг и секс» (англ. «Shopping & Fucking»), «Дети рая» (англ. «Children of Eden»).
На телевидении актёр дебютировал в роли Джастина, подростка-гея, известного своим оптимизмом и весёлым нравом, в американо-канадском телесериале «Близкие друзья». В 2002 году Рэнди сыграл роль Шона в телевизионном фильме «Пиф-паф, ты — мёртв», снятом по одноименной пьесе.
С 2005 года сотрудничает с Беркширским Театральным Фестивалем (англ. Berkshire Theatre Festival), где сыграл такие роли как Моцарт в «Амадей» (англ. «Amadeus»), Билли Биббит в пьесе «Пролетая над гнездом кукушки» по одноимённому роману, Лаки в «В ожидании Годо», Освальда Альвинга в пьесе Генрика Ибсена «Привидения», и другие.
В 2006 году Харрисон стал одним из основателей «Бюро Искусств» (англ. The Arts Bureau), которое занимается театральной, кинематографической, музыкальной и писательской деятельностью. В рамках этой организации Рэнди принимал участие в пьесе «Трогательная история» (англ. «A heartwarming story, ultimately») по мотивам произведения Антона Павловича Чехова.

## Личная жизнь
Харрисон  — открытый гей. В период с 2002 по 2008 год встречался с журналистом Саймоном Даменко (англ. Simon Dumenco), с которым познакомился, когда тот брал интервью у Рэнди для журнала «Нью-Йорк». 

## Творчество

### Роли в театре
- 2004 — «Злая» / «Wicked» — Бок (автор Стивен Шварц, режиссёр Джо Мантелло)
- 2005 — «Эквус» / «Equus» — Алан Стрэнг (автор Питер Шеффер, режиссёр Скотт Шварц)
- 2006 — «Амадей» / «Amadeus» — Моцарт (автор Питер Шеффер, режиссёр Эрик Хилл)
- 2006 — «Дуб» / «An Oak Tree» — Отец (автор Тим Круч, режиссёр Тим Круч, Карл Джеймс, А. Смит)
- 2007 — «Пролетая над гнездом кукушки» / «One Flew Over the Cuckoo's Nest» — Билли Биббит (автор Дейл Вассерман, режиссёр Эрик Хилл)
- 2007 — «Профессия миссис Уоррен» / «Mrs. Warren's Profession» — Фрэнк Гарднер (автор Дейл Вассерман, режиссёр Эрик Хилл)
- 2007 — «Эдуард II» / «Edward II» — Фрэнк Гарднер (автор Кристофер Марло, режиссёр Джесси Бергер)
- 2007 — «Стеклянный зверинец» / «The Glass Menagerie» — молодой Том Вингфилд (автор Теннесси Уильямс, режиссёр Джо Доулинг)
- 2008 — «В ожидании Годо» / «Waiting for Godot» — Лаки (автор Сэмюэл Беккет, режиссёр Андерс Като)
- 2008 — «Антоний и Клеопатра» / «Antony and Cleopatra» — Эрос (автор Уильям Шекспир, режиссёр Дарко Тресьнак)
- 2009 — «Поющий лес» / «The Singing Forest» — Лазло Фикес / Герхард Цайцлер (автор Крейг Лукас, режиссёр Марк Винг-Деви)
- 2009 — «Привидения» / «Ghosts» — Освальд Альвинг (автор Генрик Ибсен, режиссёр Андерс Като)
- 2010 — «Конец игры» / «Endgame» — Нагг (автор Сэмюэл Беккет, режиссёр Эрик Хилл)
- 2010 — «Калигула» / «Caligula» — Сципион (автор Альбер Камю, режиссёр Марк Вьетор)
- 2011 — «Томми» / «The Who’s Tommy» — Томми (автор «The Who», режиссёр Эрик Хилл)
- 2011 — «Привычка искусств» / «The Habit of Art» — Тим (автор Алан Беннет, режиссёр Дэвид Мьюз)
- 2012 — «Красный» / «Red» — Кен (автор Джон Логан, режиссёр Андерс Като)
- 2012 — «Молчать! Мюзикл!» / «Silence! The Musical» — доктор Чилтон (автор Хантер Белл, режиссёр Кристофер Гаттелли[англ.])
- 2013 — «Гавань» / «Harbor» — Кевин (автор Чад Бегьюлин, режиссёр Марк Ламос)
- 2014 — «Атомный Музыкальный» / «Atomic Musical» — Пол Тиббетс и Эдвард Теллер (авторы Дэнни Джинджерс и Грегори Бонсайно, режиссёр Дэмиен Грэй)
- 2016 — «Кабаре» / «Cabaret» — конферансье (автор Кристофер Ишервуд, режиссёры Сэм Мендес и Роб Маршалл)

## Фильмография
| Год       |     | Русское название    | Оригинальное название   | Роль                                                                            |
| --------- | --- | ------------------- | ----------------------- | ------------------------------------------------------------------------------- |
| 2000—2005 | с   | Близкие друзья      | Queer as Folk           | Джастин Тейлор                                                                  |
| 2002      | тф  | Пиф-паф, ты — мёртв | Bang, Bang, You're Dead | Шон                                                                             |
| 2008      | ф   | Размышление         | Thinking                | парень                                                                          |
| 2010      | ф   | Юлий Цезарь         | Julius Caesar           | Брут                                                                            |
| 2010      | с   | Джек в коробке      | Jack in a Box           | Тимми                                                                           |
| 2012      | ф   | Гейби               | Gayby                   | официант                                                                        |
| 2014      | ф   | Такие хорошие люди  | Such Good People        | Алекс Рирдон                                                                    |
| 2015      | с   | Мистер Робот        | Mr. Robot               | Гарри                                                                           |
| 2015      | кор |                     | Photo Op                | Иаков                                                                           |
| 2017      | с   | Нью-Йорк — мёртв    | New York Is Dead        | парень с буфером обмена / туристический гид / нищий в метро / уличный перформер |
| 2017      | кор | Сэм и Джулия        | Sam & Julia             | Сэм                                                                             |